# Jean Dhombres
Pour les articles homonymes, voir Dhombres.
Jean Dhombres, né le 27 août 1942 à Paris, est un mathématicien et un historien des mathématiques français.

## Biographie
Entré à l'École polytechnique en 1962, docteur d'État avec une thèse en analyse fonctionnelle de l’université Pierre-et-Marie-Curie, Jean Dhombres est nommé comme attaché de recherche en mathématiques au CNRS en 1965, puis à Supaero de 1964 à 1971. 
Enseignant à l’université de Nantes de 1972 à 1976 (maître assistant) puis de 1980 à 1988 (professeur), il enseigne à l'École des ponts et chaussées de 1972 à 1974, à l'université de Singapour en 1974, à l'université de Waterloo en 1975, à l'université d'Ottawa entre 1976 et 1978, période pendant laquelle il a été conseiller scientifique auprès de l'ambassade de France au Canada, puis à l'université de Wuhan en 1980 et 1981. 
Jean Dhombres a fait partie de la « Commission de Philosophie et d'Épistémologie », créée en 1988 par le Ministère de l'Éducation nationale dans le cadre de la « Commission de Réflexion sur les contenus de l'enseignement » et chargée de réfléchir sur les contenus et les méthodes de l'enseignement de la philosophie au lycée et à l'université. Cette commission pour la philosophie a été présidée par Jacques Derrida et Jacques Bouveresse, elle a produit le rapport qui porte leurs noms en 1989. 
Directeur d’études en histoire des sciences exactes à l’EHESS depuis 1988 jusqu'à sa retraite, et directeur de recherche émérite au CNRS, il est directeur du Centre d'histoire des sciences et des techniques de l'université de Nantes, centre François Viète de 1985 (sa création) à 1995.
Directeur de collection chez Belin, éditeur de plusieurs revues, il est le fondateur de la revue Sciences et techniques en perspective, docteur honoris causa de l'université de Genève. Jean Dhombres est également chevalier de l'ordre national du Mérite (en 1978) et lauréat de l'Académie des sciences (en 1999).

## Travaux
Ses recherches mathématiques portent sur l'analyse fonctionnelle. Il a par ailleurs exploré un grand nombre de parties de  l’histoire des mathématiques.

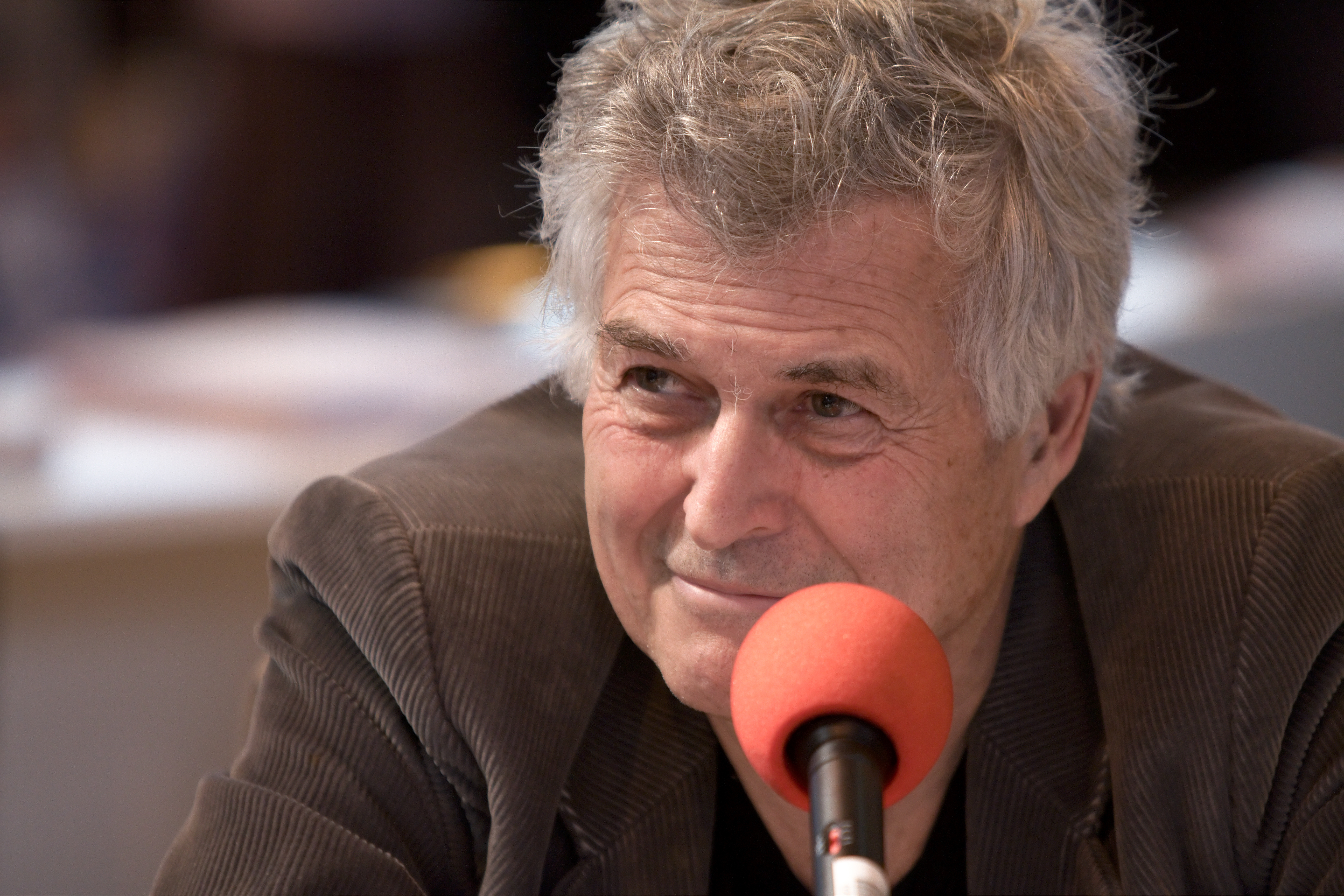
Jean Dhombres au Salon du livre de Paris 2010.

## Publications
- Nombre, mesure et continu : épistémologie et histoire, publié par Cedic/Nathan, Paris, 1978.
- (en) Functional equations in several variables, avec J. Aczél, publié par Cambridge University Press, 1989.
- Naissance d’un pouvoir, sciences et savants en France (1793-1824), avec N. Dhombres, publié par Payot, 1989.
- Lazare Carnot, avec N. Dhombres, publié par  Fayard, 1997.
- (en) « Shadows of a Circle, or What is There to be Seen ? » édité par L.Massey in The Treatise on Perspective publié par Yale University Press, 2003.
- « La mise à jour des mathématiques par les professeurs royaux » , in Histoire du Collège de France - La création 1530-1560, édité par A. Tuilier et publié par Fayard, 2006.
- « René Taton et les questions posées par l’histoire professionnelle des sciences », in Archives internationales d’histoire des sciences, vol. 57, 2007.
- « Les mathématiques dans l'enseignement obligatoire », Repères-IREM 38, 2000, p. 11-13.
- Une histoire de l'imaginaire mathématique : Vers le théorème fondamental de l'algèbre et sa démonstration par Laplace en 1795, avec Carlos Alvarez, 2011
- Une histoire de l’invention mathématique : les démonstrations du théorème fondamental de l’algèbre dans le cadre de l’analyse réelle et de l’analyse complexe de Gauss à Liouville, avec Carlos Alvarez, 2013
- La Bibliotheca Mathematica du XVIIe siècle en Europe, 1 : analyse ; 2 : documents Paris : Librairie Blanchard , 2017 (co-auteur Daniel Régnier-Roux)

## Distinctions
- Chevalier de l'ordre national du Mérite